# جويل روس
جويل روس (بالإنجليزية: Joel Ross)‏ هو مذيع ودي جيه بريطاني، ولد في 31 مايو 1977 في سكاربورو في المملكة المتحدة.

## وصلات خارجية
- جويل روس على موقع IMDb (الإنجليزية)